# Getter Jaani
Getter Jaani (Tallinn, 3 de fevereiro de 1993) é uma cantora pop da Estónia que participou da terceira temporada de "Eesti Otsib Superstaari" em 2009, e foi semi-finalista terminando em quarto lugar. Lançou em 2010, seu primeiro álbum, o EP Parim Päev com 8 faixas incluindo seus hits "Grammofon" e "Parim Päev". Getter representou seu país na Festival Eurovisão da Canção 2011 em Düsseldorf, Alemanha com a música "Rockefeller Street", ela recebeu apenas 44 pontos e com isso terminou em 24º lugar.
Getter nasceu e reside em Tallinn onde continua seus estudos no Centre of Vocational Disciplines para se tornar uma estilista. Ela também faz aulas de interpretação na School of Fine Arts, liderada por Kaari Sillamaa que escreveu a letra da Estónia para a entradas da Estónia de 1996 na Eurovisão ("Kaelakee hääl") e 1999 ("Diamond of Night").

## Discografia

### EPs
| Título do EP | Detalhes do EP                                                                      | Posições |
| Título do EP | Detalhes do EP                                                                      | EST      |
| ------------ | ----------------------------------------------------------------------------------- | -------- |
| Parim Päev   | - Lançado: 9 de Junho de 2010 - Gravadora: Moonwalk - Formato: CD, download digital | [ 1 ]    |

### Álbuns
| Título do álbum    | Detalhes do álbum                                                                    | Posições |
| Título do álbum    | Detalhes do álbum                                                                    | EST      |
| ------------------ | ------------------------------------------------------------------------------------ | -------- |
| Rockefeller Street | - Lançado: 1 de Maio de 2011 - Gravadora: Moonwalk - Formato: CD, download digital   | 3        |
| DNA                | - Lançado: 12 de dezembro 2014 - Gravadora: Moonwalk - Formato: CD, download digital | 0        |

## Singles
| Ano  | Single                                      | Posições | Álbum              |
| Ano  | Single                                      | EST      | Álbum              |
| ---- | ------------------------------------------- | -------- | ------------------ |
| 2010 | "Vaid Suve" (Feat. Chapter One)             | —        |                    |
| 2010 | "Parim päev"                                | —        | Parim Päev EP      |
| 2010 | "Grammofon"                                 | —        | Parim Päev EP      |
| 2011 | "Rockefeller Street"                        | 3        | Rockefeller Street |
| 2011 | "Valged Ööd" (feat. Koit Toome)             | 1        | Rockefeller Street |
| 2011 | "Me kõik jääme vanaks"                      | 3        | Rockefeller Street |
| 2011 | "Talveöö" (feat. Koit Toome and Karl Madis) | —        | Jõuluvalgus        |
| 2012 | "NYC Taxi"                                  | 34       |                    |